# Comuna Gornji Petrovci
Gornji Petrovci (Občina Gornji Petrovci) este o comună din Slovenia, cu o populație de 2.217 locuitori (2002).

## Localități
Adrijanci, Boreča, Gornji Petrovci, Košarovci, Križevci, Kukeč, Lucova, Martinje, Neradnovci, Panovci, Peskovci, Stanjevci, Šulinci, Ženavlje